# Крокус-Сіті Голл
«Крокус-Сіті Голл» (англ. Crocus City Hall) — багаторівневий концертний зал, розташований на території ділового центру «Крокус-Сіті» в російському місті Красногорськ, в безпосередній близькості від 67-го км МКАД і поруч зі станцією метро «М'якініно». Зал відкритий 25 жовтня 2009 року підприємцем Аразом Агаларовим і названий на честь співака Мусліма Магомаєва.
Стандартна місткість залу — 6200, максимальна — 9500 осіб (коли в партері організований танцпол).

## Концерти та шоу

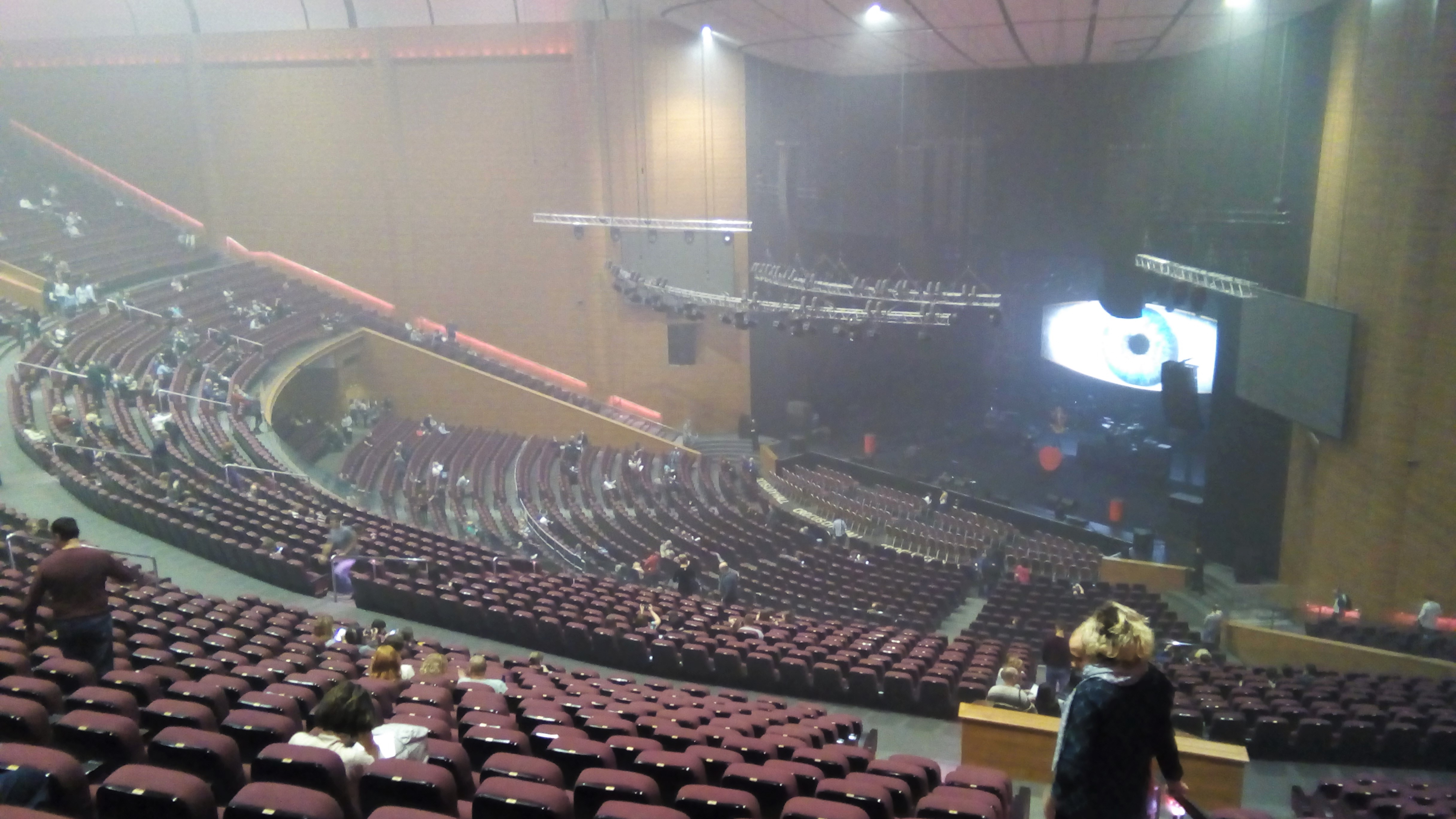
Глядацька зала Crocus City Hall

Майже за п'ять років із моменту відкриття понад 3,4 мільйона глядачів відвідали понад 700 заходів.
Першим концертом став вечір пам'яті Мусліма Магомаєва, в якому взяли участь кілька десятків російських естрадних зірок.
За час роботи в Крокус-Сіті Голлі пройшли концерти більше сотні відомих виконавців із Росії та інших країн, а також театральні вистави, спортивні заходи та дитячі вистави.
Раз на два роки по парних роках в Крокус-Сіті Голлі проходить Міжнародний конкурс вокалістів імені Мусліма Магомаєва. Мета конкурсу — продовження виконавських традицій російської музичної культури, просування талановитих вокалістів.
Із 5 по 9 листопада 2013 року в цьому концертному залі відбувся Міжнародний конкурс краси Міс Всесвіт 2013, трансляцію якого дивилися понад мільярд телеглядачів. У шоу взяли участь дівчата з 80-ти країн світу, а титул і дорогоцінну корону отримала 25-річна Габріела Іслер із Венесуели. Гостями події були мільярдер Дональд Трамп і фронтмен групи Aerosmith Стівен Тайлер, який очолив журі і виконав свій хіт «Dream On» в оточенні учасниць шоу.
1 травня 2022 року в залі відбувся грандіозний фінал третього сезону шоу «Маска». Зал зайняли понад 7 тис.осіб. Фінал транслювався в прямому етері з 13:40 до 17:20 за московським часом на телеканалі НТВ.

## Теракт
22 березня 2024 року близько 20 годин по московському часу перед концертом гурту «Пикник» відбувся теракт із пожежею. Частина будівлі згоріла, частково обвалилась покрівля.